# Чернишова
Чернишо́ва (рос. Чернышева, каз. Чернышева) — заплавне озеро на кордоні Росії та Казахстану.
Озеро розташоване у правобережній заплаві річки Ілек, лівій притоці Уралу.
Водойма має форму підкови, вигином обернена на захід. Береги заросли чагарниками та невисокими деревами. Тераса заросла луками.